# Phút ánh sáng

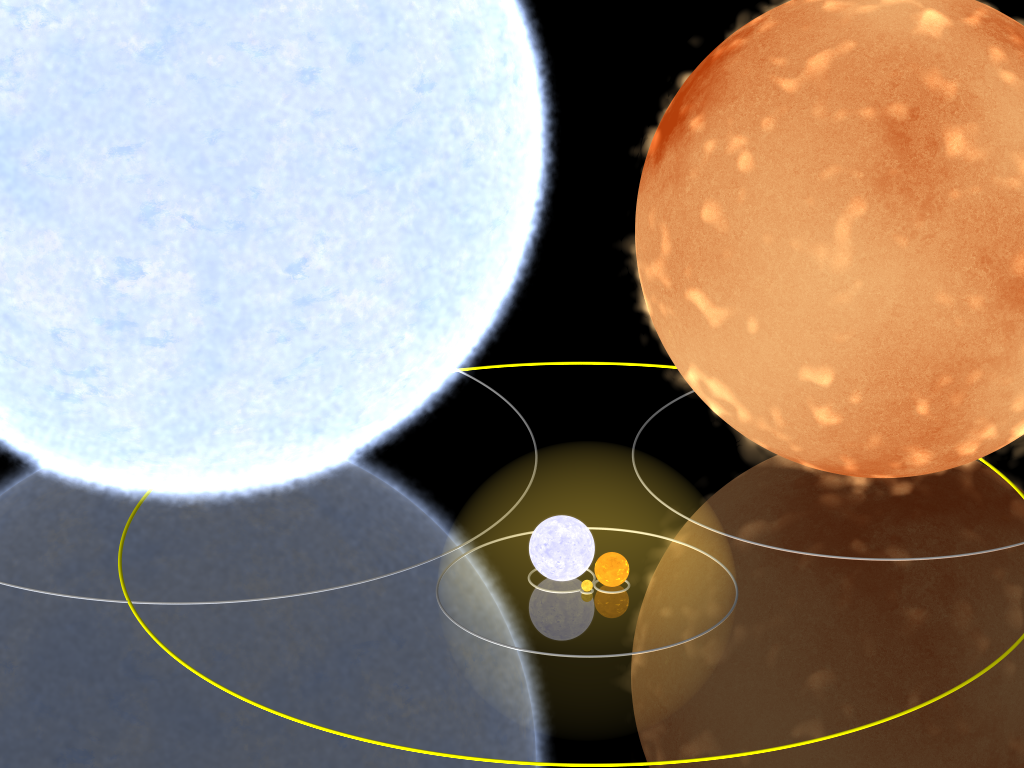
The faint yellow translucent sphere represents one light-minute distance from the Sun (very small dot). It is larger than the stars Gamma Orionis and Algol B, but smaller than the radius of Mercury's orbit and the stars Rigel and Aldebaran. Click image for larger view and links to other length scales.

Phút ánh sáng (tiếng Anh: light minute) là đơn vị dùng trong thiên văn học và các ngành liên quan, diễn tả khoảng cách không gian mà quang tử di chuyển được trong một phút trong chân không, tương ứng với 17.987.547.480 m.
Ví dụ: Khoảng cách trung bình giữa Trái Đất và Mặt Trời bằng 8,317 phút ánh sáng.